# Церква святого Архистратига Михаїла (Бабче)
Церква святого Архистратига Михаїла — чинна дерев'яна церква, пам'ятка архітектури місцевого значення (охоронний № 607), у селі Бабче Богородчанського району на Івано-Франківщині. Парафія Святого Архистратига Михаїла належить до Православної церкви України. Престольне свято — 21 листопада.

## Розташування
Церква святого Архистратига Михаїла розташована у східній частині села Бабче, на похилій ділянці.

## Історія церкви
Церква була побудована у 1805 році. За іншими даними церква збудована у 1816, освячена в 1817 році. 
До Другої світової війни церква належала греко-католицька. Парафія відносилась до Богородчанського деканату Станиславівської дієцезії УГКЦ. При церкві діяли апостольство молитви, братство побожності та парафіяльна читальня «Скала».
З часів Незалежності України церква святого Архистратига Михаїла належить до Української православної церкви Київського патріархату.

## Архітектура
Церква дерев'яна, тризрубна, одноверха. Нава є трохи ширшою за бабинець та вівтар. До вівтаря з півночі та півдня прибудовані ризниці. Церква оперезана піддашшям. Стіни під опасанням з відкритого зрубу, над опасанням — оббиті бляхою. Південні двері до нави розмальовані святими, одвірки та надпоріжники прикрашені вишитими рушниками.
У церкві є бічні входи до нави із заходу та півдня. Восьмерик над навою завершує маленький верх з ліхтарем, який увінчаний маківкою. 
На захід від церкви розташована дерев'яна триярусна дзвіниця.